# 신데렐라 (드라마)
《신데렐라》는 1997년 4월 26일부터 같은 해 7월 13일까지 방영된 MBC 주말연속극이다.

## 기획 의도
두 자매가 한 남자를 사이에 두고 벌어진 갈등을 그린 드라마.

## 등장 인물
- 황신혜(장혜진)
  - 아역 : 유현지 → 최진애
- 이승연(장혜원)
  - 아역 : 서지희 → 송은영
- 김승우(서준석)
  - 아역 : 김태진 → 김상현 → 우봉식
- 이영하(유건희)
  - 아역 : 강현종
- 김찬우(한승욱)
  - 아역 : 유동균 → 김기웅 → 정승규
- 정욱(서정욱) : 준석 아버지
  - 젊은 시절 : 정명환
- 선우용녀 : 봉일주 역 - 준석의 어머니 (젊은 시절 : 김성희)
- 전운(장영준)
  - 젊은 시절 : 김동수
- 하유미(김경희)
- 이현경(서은석) 
  - 아역 : 송은혜 → 김선명 → 신주리
- 정준호(정인호)
- 임현식(경비원)
- 정승현(김 이사)
- 윤철형, 박영태, 윤예희, 남성진, 김세준, 정한헌, 손민우, 양일민, 박용우, 신귀식, 이성호, 김환교, 이승호, 이성용, 정승호, 김선동, 구보석, 최종환, 김세아, 김정은, 유서진, 구혜진, 김치국, 채민희, 손담비

## 시청률
당시에 평균 시청률 35.7%를 기록하였다.

## 편성 변경 및 결방 사유 (1997년)
- 4월 27일 : 김영삼의 차남 김현철 관련 특보 편성으로 인해 결방
- 5월 3일 : 《박찬종 신한국당 고문 시민 대토론회》 편성으로 인해 2회는 3시 30분, 3회는 7시 50분 방영
- 5월 10일 : 《이수성 신한국당 고문 시민 대토론회》 편성으로 인해 5회는 3시 30분, 6회는 7시 50분 방영
- 5월 17일 : 6시 20분부터 《1997년 미스코리아 선발대회》 1~2부 편성으로 인해 결방
- 5월 18일 : 당초 7시부터 7~8회 연속 방영 예정이었으나 8회 시간에 김현철 관련 특보 편성으로 인해 7회만 방송(이 때문에 5월 24일 오후 7시부터 8~9회 연속 방영)
- 5월 24일 : 오후 7시부터 8~9회 연속 방영
- 6월 1일 : 김현철 관련 특보 편성으로 인해 결방
- 6월 7일 : 7시부터 12~13회 연속 방영
- 6월 8일 : 당초 7시부터 13~14회 연속 방영 예정이었으나 《금강 하류 농약 오염》 특보 편성 때문에 전날 오후 7시부터 12~13회 연속 방송했고 14회만 방영

## 참고 사항
- 당초 시대극 《미망》 후속 수목드라마로 기획됐지만[2] KBS가 《첫사랑》후속에서[3] 《내 안의 천사》후속 월화 미니시리즈로 갑작스럽게 바뀐 《폭풍 속으로》대신 《파랑새는 있다》를 대타로 올리자 《사랑한다면》후속으로 예정된 《내가 사는 이유》와 편성을 맞바꿨는데[4] 당시 담당 연출자 이창순 PD는 "당초 《신데렐라》는 24부작으로 준비중이었으며 주말극으로 간다고 해서 무리하게 늘릴 수 없음을 이미 확인했다"고 밝혀 새로운 형태의 드라마가 될 것임을 예고했으며 이창순 PD가 "제목이 적절하지 않다"는 의견을 내려[5] <체스>로 바뀌었고 이 과정에서 최연지 작가 대신 정성주 작가가 대타로 들어갔으며 《사랑한다면》후속으로 바뀌면서 처음 제목으로 돌아갔으나 이승연이 KBS 2TV 《첫사랑》 종영 후 방송사만 변경됐을 뿐 같은 시간대 드라마에 나와야 한다는 부담을 안았다.
- 40% 이상의 높은 시청률을 기록하여 1994년 서울의 달 이후 30개월 간 KBS 2TV에 눌린 주말극의 판도를 뒤집은 바 있었다.[6][7]
- 나우북스 대표 최경준은 해당 드라마가 자신의 출판사에서 번역하여 출간한 미국 소설 <베이비 제인에게 무슨 일이 일어났나>를 표절했다며 저작권 침해 손해배상 청구 소송을 제기하였다.[8] 이에 서울지법 민사합의12부는 손해배상 등 청구소송에서 "이유 없다"며 원고 패소 판결을 내렸다.[9]
- 정승규는 해당 작품을 끝으로 군 입대를 하였다.